# Santo Amaro (Bahia)
Pour les articles homonymes, voir Santo Amaro.
Santo Amaro est une municipalité dans l'état de Bahia au Brésil. C'est une banlieue de Salvador (Bahia)
La population était de 61 407 habitants en 2013.
Elle est la ville natale de la sambiste pionnière Tia Ciata et du chanteur Caetano Veloso.